# Westwallmuseum Bad Bergzabern

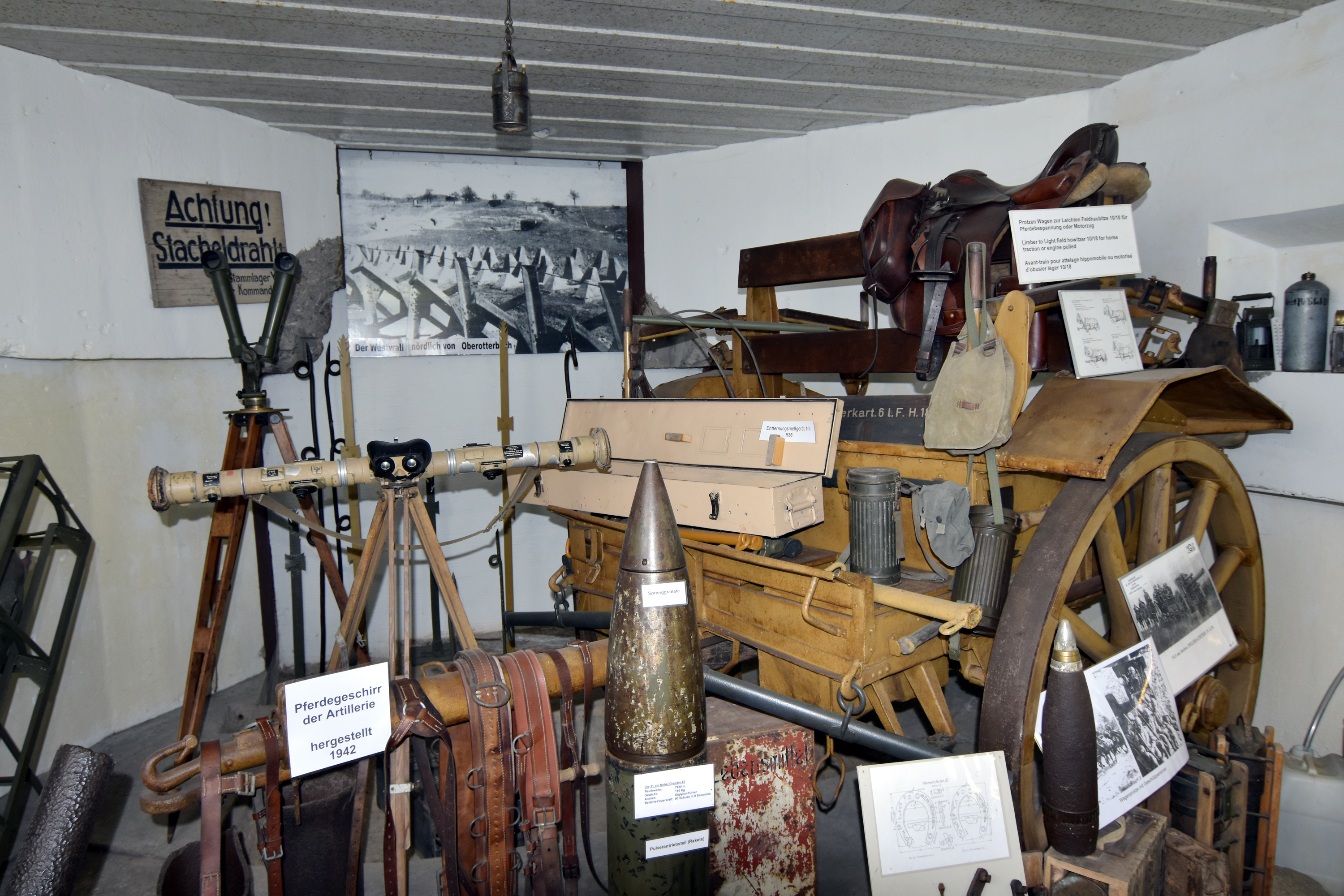
Inneneinrichtung

Das Westwallmuseum ist ein Museum innerhalb der Stadt Bad Bergzabern.

## Lage
Das Museum befindet sich am nordöstlichen Stadtrand von Bad Bergzabern in der Kurfürstenstraße.

## Geschichte
Das Museum wurde am 6. Juni 1998 eröffnet. Es ist in drei von vier erhaltenen Bunkern innerhalb der Stadt untergebracht. Seither informiert das Museum über das Leben der Bergzaberer Bevölkerung während des Zweiten Weltkriegs und über das Leben im Bunker während dieser Zeit. Es hat an den 2. und 4. Sonntagen jedes Monats sowie allen gesetzlichen Feiertagen zwischen Ostern und Ende Oktober geöffnet.

## Bunker
Bei den mittlerweile denkmalgeschützten Gebäuden handelt es sich um im Jahr 1938 im Zuge der Errichtung des Westwalls entstandene Artilleriebunker. Diese waren Teil der Luftverteidigungszone West (LVZ). Sie enthalten Stahlbetonkonstruktionen mit einem Geschützstand sowie einen Munitionsraum und eine Hülsengrube.
Nach dem Zweiten Weltkrieg wurden sie zunächst vom französischen Militär und ab 1959 von der Bundeswehr genutzt.